# Comté d'Hohnstein
1182–1593
Entités précédentes :
- Duché de Saxe

Entités suivantes :
- Comté de Schwarzbourg
- Comté de Stolberg
- Principauté de Brunswick-Wolfenbüttel

Le comté d'Hohnstein (appelé principalement Honstein dans les sources contemporaines) est un ancien État du Saint-Empire romain germanique, situé dans les montagnes du Harz. Il existe en tant que territoire impérial immédiat jusqu'à l'extinction de la famille comtale et la partition des biens entre les principautés voisines en 1593.

## Emplacement et géographie
Le noyau du comté d'Hohnstein remonte aux acquisitions du comte Elger Ier d'Ilfeld, qui au début du XIIe siècle, établit son siège dans l'avant-pays sud du Harz, au-dessus de la vallée de la Bere (Beretal), avec le château d'Ilburg (de). Celui-ci comprend une part de forêt impériale au nord d'Ilburg, offerte à Eilger par Lothaire de Supplinbourg, duc de Saxe et futur empereur, en échange de ses services militaires.
La seigneurie d'Elger s'étend jusqu'aux montagnes, au-dessus du village de Neustadt qui n'existait pas encore à l'époque, et comporte trois banlieues, Ohe, Espe et Forsthof, qui donnent naissance au bourg d'Ilfeld. Après la mort d'Elger vers 1130, le tuteur de son fils Elger II, Konrad von Sangerhausen, fonde le comté d'Ilfeld-Hohnstein en construisant le château d'Hohnstein (de). Il apporte aux deux sièges du château un territoire fermé dans la région de Stolberg, en grande partie une forêt vierge, dans laquelle sa famille possède des forêts, la chasse et la pêche.

## Histoire

### Moyen Âge et début de la période moderne (1182-1593)

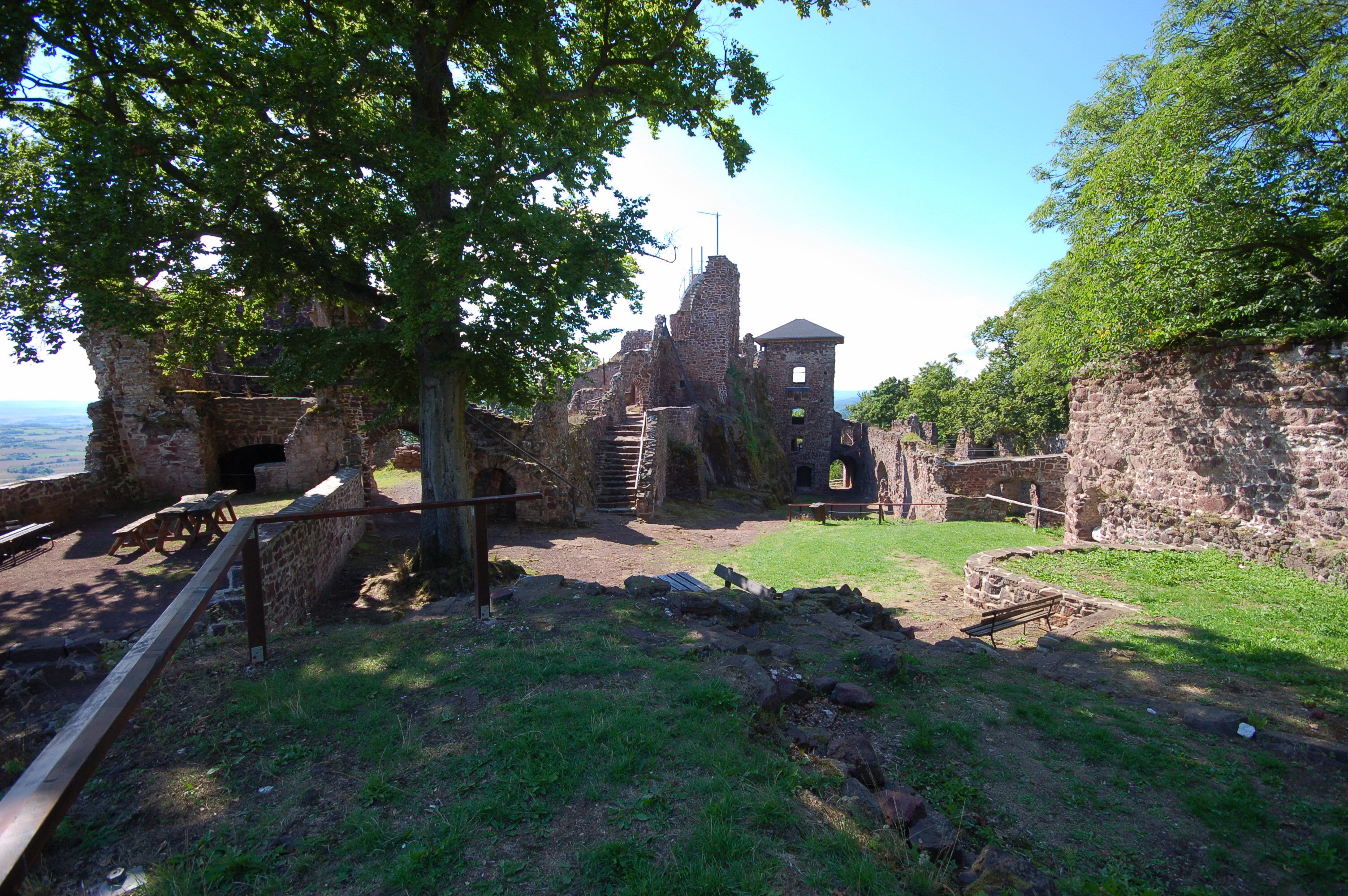
Ruines du château d'Hohnstein.

Le nom du comté remonte au château d'Hohnstein (de), situé près de Neustadt/Harz, mentionné pour la première fois en 1130 et détenu par les comtes d'Ilfeld depuis 1182. Le comte Eilger III d'Ilfeld s'est appelé comte d'Hohnstein (de) après avoir épousé Reinwig d'Orlamünde, dont le grand-père, Conrad de Sangerhausen, a considérablement agrandi le château. Alors que les comtes d'Ilfeld apportent une propriété forestière considérable dans le domaine, ils gagnent rapidement des biens supplémentaires entre Wipper et Haut-Harz grâce à la position de force du château influent.
En 1201, cependant, ils doivent céder la partie orientale à la ligne ramifiée des comtes de Stolberg. Entre 1238 et 1267, les comtes d'Hohnstein font l'acquisition du comté de Klettenberg (de) en tant que fief de la principauté épiscopale d'Halberstadt, ainsi que le bailliage de l'abbaye de Walkenried. En 1268, ils ajoutent Sömmerda et, au XIVe siècle, le comté de Lohra (de). La lignée de Sondershausen, séparée en 1289, s'enfonce en Thuringe. En 1315, un nouveau partage eut lieu.
En 1356, la lignée d'Hohnstein-Sondershausen s'éteint ; les comtes de Schwarzbourg deviennent les héritiers. En 1373, les lignées d'Hohnstein-Kelbra-Heringen et d'Hohnstein-Lohra-Klettenberg se partagent le comté, le comté ancestral avec le château du même nom devant rester une propriété commune. Une partie de la seigneurie est détruite lors de la guerre de Flegler (de) en 1412, ce qui marque finalement le début de la chute des Hohnstein. Le comté d'Hohnstein et le château du même nom sont vendus aux comtes de Stolberg en 1412/17.
En 1481, une branche des comtes d'Hohnstein reçoit en fief la seigneurie de Schwedt-sur-Oder jusqu'à son extinction en 1609.
Alors que la lignée de Kelbra-Heringen continue à se diviser par la suite, mais abandonne toutes ses possessions dans le Harz méridional avant la fin du XVe siècle, les comtes d'Hohnstein continuent à régner via la lignée Lohra-Klettenberg. Ils étendent encore leurs possessions au XVIe siècle avec les comtés de Scharzfeld et Lauterberg. Avec le comté de Lauterberg, les Hohnstein ont également accès au district minier de Saint-Andreasberg, où ils proclament la première liberté d'exploitation minière en 1521.
Pour protéger le territoire d'Hohnstein vers l'ouest, un ouvrage de protection des frontières d'une quarantaine de kilomètres de long, la Landwehr d'Hohnstein (de), est construit aux XIVe et XVe siècles.

### Division (1593-1648)
Avec la mort d'Ernest VII, le dernier de la lignée masculine des comtes d'Hohenstein, leur règne prit fin en 1593. Par le biais d'un "traité de fraternité héréditaire", les comtes de Stolberg et de Schwarzbourg reçoivent temporairement le comté, mais sont expulsés quelques jours plus tard par les troupes du duc Henri-Jules de Brunswick-Wolfenbüttel, également évêque d'Halberstadt, car ce dernier revendique le territoire comme fief. Le bailliage impérial de Nordhausen, qui existe depuis 1253, revint au duché de Saxe-Weimar.

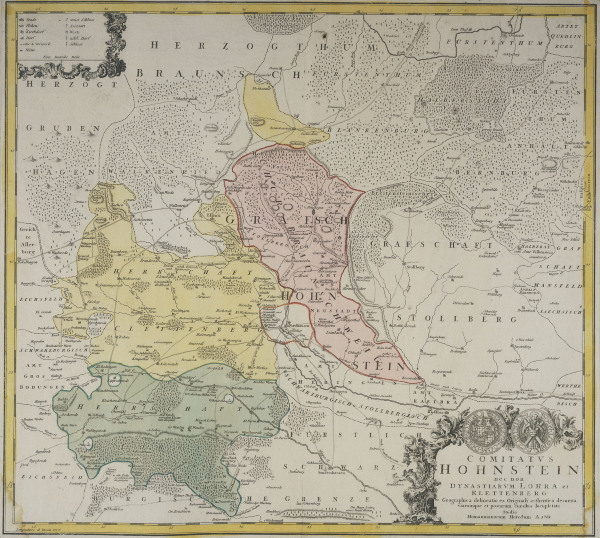
L'ancien comté divisé après 1632, gravure par Homann Erben, Nuremberg 1761

Les comtes portent plainte devant la cour de la Chambre impériale, , mais n'entrent en possession d'une partie des seigneuries qu'en 1632, malgré plusieurs jugements en leur faveur. Lohra (vert) revient à Schwarzbourg, Klettenberg (jaune) à Stolberg. La partie orientale (rouge) reste au duc de Brunswick-Wolfenbüttel. En raison des événements guerriers, la souveraineté sur le comté change encore plusieurs fois. Elle revient entre autres à Christophe Simon de Thun (de). Depuis lors, sa famille s'appelle Thun et Hohenstein, mais elle perd à nouveau la seigneurie pendant la guerre. À la fin de la guerre de Trente Ans, en 1648, les anciens territoires d'Hohenstein sont occupés par les Suédois.

### Période prussienne (1648-1946)
Lors de la paix de Westphalie en 1648, le comté est rattaché à l'électorat de Brandebourg, à l'exception de l'abbaye de Walkenried et des villes d'Ellrich, Bleicherode et Sachsa. Le rattachement est cependant retardé jusqu'au milieu de l'année 1650. Le 19 juin, les États du comté concluent un accord avec les émissaires du Grand Électeur, qui prévoit la mise en place d'un gouvernement spécial pour le comté, sous la direction d'un directeur élu par les États.

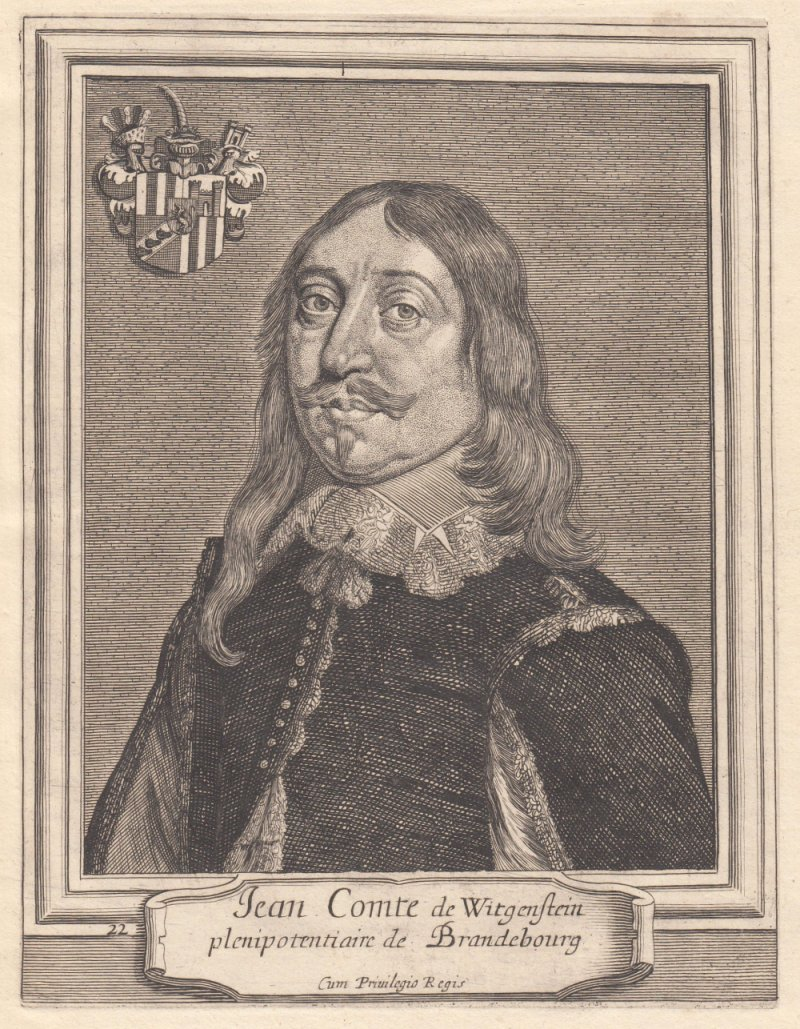
, gravure vers 1650

Le prince-électeur Frédéric-Guillaume de Brandebourg a cependant promis le comté d'Hohnstein à son conseiller secret, le comte Jean de Sayn-Wittgenstein (de), un officier suédois, en échange de ses services lors des négociations de paix et l'a déjà cédé le 27 mars 1647. Cependant, le prince électeur ne savait rien de la véritable nature du comté. Le conseil privé lui a assuré que le comté ne comporte que deux bureaux et la petite ville de Bleicherode et qu'il ne vaut que "quelques centaines de thalers". Avant même la conclusion de la paix de Münster et d'Osnabrück, les chevaliers et les États d'Hohenstein reçoivent la notification de l'octroi du comté au comte de Sayn-Wittgenstein, "les droits de fief, de justice et de juridiction étant réservés à Ihro Cuhrfürstl Durchl".
Ce n'est que tardivement, probablement par l'intermédiaire de son envoyé électoral de Blumenthal, présent dans le comté le 19 juin 1650 lors du serment d'hommage, que le Grand-Électeur apprend la véritable taille du comté, qui comprend les seigneuries de Lohra et de Klettenberg, trois villes, un bourg, deux monastères, quarante-cinq villages officiels et quatorze villages nobles, quatorze avant-postes, cinquante et un domaines de chevaliers et vingt-six francs-fiefs. Lors de leur séjour dans le comté, les envoyés du prince-électeur doivent se faire une tout autre idée du pays et de ses habitants que celle qu'ils ont présentée à leur maître avant la paix. Ils présentent au prince-électeur leur perception de l'étendue et de la valeur du domaine, et ce en commun avec les États dHalberstadt, qui demandent que le comté soit à nouveau réuni à Halberstadt. L'électeur regrette alors la cession et entame de nouvelles négociations avec le comte, qui prennent fin le 8 octobre 1650. Un rescrit prévoit que le comté peut être cédé à tout moment à Frédéric-Guillaume contre un paiement de 150.000 thalers. Cependant, la somme de 150.000 thalers est trop élevée pour le prince-électeur. En 1651, le comte de Sayn-Wittgenstein prend le pouvoir. Il a auparavant garanti aux États leurs privilèges et l'administration de la justice selon le droit saxon dans le traité d'Ellrich du 24 octobre 1651.
En 1657, le comte Jean de Sayn-Wittgenstein meurt. Les États d'Hohenstein espérent alors que le prince-électeur rachètera le comté et l'incorporera à la principauté d'Halberstadt. Les États font plusieurs démarches auprès du prince-électeur à ce sujet, mais sans grand succès. Parmi les 18 enfants du défunt, les comtes Louis-Christian (de), Gustave (de) et Frédéric-Guillaume sont à nouveau inféodés à Lohra et Klettenberg. Le 6 août 1670, le comte Christian-Louis cède « le gouvernement du comté d'Hohenstein et la seigneurie et l'office de Lohra qui y sont occupés à son frère, le comte Gustave de Sayn-Wittgenstein », qui devient ainsi le seul souverain du comté et se nomme désormais comte Gustave de Sayn-Wittgenstein et Hohenstein. Les États d'Hohenstein ne sont pas satisfaits des changements fréquents de gouvernement. Il y a "beaucoup de plaintes des États". Le prince-électeur déplace alors une commission permanente à Ellrich, chargée de la perception des impôts et des contributions. Les négociations entre le prince-électeur et le comte concernant la cession volontaire du comté s'intensifient, d'autant plus que l'administration des biens est "d'une négligence inquiétante" et que les "finances sont dans un état de délabrement inquiétant". Le Grand-Électeur meurt en avril 1688. Son fils et héritier du trône, Frédéric III, négocie encore pendant onze ans avec le comte Gustave, qui tente de conserver le comté d'Hohenstein en usant de toutes sortes de subtilités et de ruses. Ainsi, le 8 mars 1699, il fait "annoncer publiquement en chaire par le gouvernement d'Ellrich que le comté lui a été confié per commissionem". Le siège du gouvernement a été transféré de Bleicherode à Ellrich en 1691.
Après cet épisode, la patience de Frédéric III a atteint ses limites. Il ordonne l'arrêt du procès le 25 novembre 1699 et s'empare définitivement du comté d'Hohenstein le 12 décembre en utilisant la force. Le prince-électeur paie 100 000 thalers au comte Gustave de Sayn-Wittgenstein et Hohenstein et prend en charge la dette de près de 300.000 thalers qui pèse sur le comté.
En 1714, le - comme il s'appelle alors - "gouvernement prussien pour le comté d'Hohenstein" à Ellrich est supprimé et l'ensemble du territoire - sans la ville libre impériale de Nordhausen - est soumis à la chambre de guerre et de domaine (de) à Halberstadt. En 1770, le Directoire général prussien à Berlin décide d'établir une députation de la Chambre des domaines à Ellrich.
Après la bataille d'Iéna, perdue par la Prusse en 1806, l'arrondissement, y compris la ville de Nordhausen qui appartient à la Prusse depuis 1802, fait partie jusqu'en 1813 du royaume de Westphalie, gouverné par Jérôme, le frère de Napoléon.
En 1816, le comté d'Hohenstein fait partie de la province de Saxe. Son nom désigne au XIXe siècle le comté issu de la lignée d'Honstein-Lohra-Klettenberg ; à côté de cela, il y a l'ancien comté ancestral de Hohnstein autour d'Ilfeld et de Neustadt, qui est devenu partiellement guelfe en 1803 à partir de la possession des comtes de Stolberg et qui, à partir de 1815, est d'abord géré dans le royaume de Hanovre sous le nom de province d'Hohnstein, puis de comté d'Hohnstein et enfin de bureau d'Hohnstein (de). Après que la Prusse a incorporé Hanovre en tant que province en 1866, une réforme administrative entre en vigueur en 1885, dans laquelle le bureau d'Hohnstein est combiné avec le bureau d'Elbingerode (de) pour former l'arrondissement d'Ilfeld (les deux bureaux sont séparés l'un de l'autre par le territoire de Brunswick). Le 1er octobre 1932, l'arrondissement d'Ilfeld est divisé : l'ancien bureau d'Hohnstein est rattaché à  l'arrondissement du comté d'Hohenstein (de) dans le district d'Erfurt de la province prussienne de Saxe, et l'ancien bureau d'Elbingerode avec l'arrondissement de Wernigerode (de) dans le district de Magdebourg (également dans la province de Saxe).

### Partie de Thuringe (depuis 1946)
En 1946, la région devient une partie du Land de Thuringe. En 1952, avec la dissolution des États de la RDA, la région est rattachée au district d'Erfurt et en 1990, elle redevient une partie de l'État de Thuringe.